# Gammaracanthus lacustris
Gammaracanthus lacustris is een vlokreeftensoort uit de familie van de Gammaracanthidae. De wetenschappelijke naam van de soort is voor het eerst geldig gepubliceerd in 1867 door Sars.